# Alexander van Zweden

Monogram voor Alexander van Zweden

Alexander Erik Hubertus Bertil (Stockholm, 19 april 2016) (Zweeds: Alexander Erik Hubertus Bertil, Prins av Sverige, Hertig av Södermanland) is een Zweedse prins.
Alexander is het eerste kind van de Zweedse prins Carl Philip en prinses Sofia. Hij heeft twee jongere broers, Gabriel en Julian, en een zusje, Ines. Hij is het vijfde kleinkind van de Zweedse koning Karel XVI Gustaaf. De prins draagt de titel hertog van Södermanland.
Hij is vijfde in lijn voor de Zweedse troonopvolging, na zijn tante, nicht, neef en vader. 
Op 9 september 2016 werd hij gedoopt in kapel van paleis Drottningholm. Zijn doopouders zijn:
kroonprinses Victoria van Zweden (zus Carl Philip),
Lina Frejd Hellqvist (zus Sofia), 
Victor Magnuson (neef Carl Philip), 
Jan-Åke Hansson (vriend Carl Philip) en 
Cajsa Larsson (jeugdvriendin Sofia)